# Mary McCarty
Mary McCarty (Winfield, 27 de septiembre de 1923-West Los Angeles, 3 de abril de 1980) fue una actriz, cantante, bailarina y comediante estadounidense, quizás más conocida por su papel de la enfermera Clara "Starch" Willoughby en la serie de televisión Trapper John, MD.

## Trayectoria
McCarty nació en Winfield, Kansas, en septiembre de 1923, pero creció en Los Ángeles después de que sus padres se divorciaron y ella y su madre se fueron a vivir con su bisabuela.
La versatilidad de McCarty como intérprete se destacó en una reseña del número del 11 de septiembre de 1948 de la publicación comercial Billboard. El crítico Bill Riley describió a McCarty como joven y versátil.
McCarty comenzó a aparecer en revistas musicales en Los Ángeles cuando tenía cinco años. Cuando era joven, actuó con otras actrices infantiles, incluidas Shirley Temple y Jane Withers. Su primer crédito en pantalla llegó en Rebecca de Sunnybrook Farm. En 1934, había aparecido en aproximadamente 75 películas. Sus películas de adulta incluyeron The French Line (1953), All That Jazz (1979) y Somebody Killed Her Husband (1978).
En la era dorada de la radio, McCarty protagonizó la comedia The Redhead (1952), y participó habitualmente en el programa de variedades This Is Broadway (1949).  En televisión, además de interpretar a la enfermera Clara Willoughby en Trapper John, MD (1979), McCarty participó habitualmente en la serie de variedades Admiral Broadway Revue (1949) y The Arthur Murray Party (1950).
En Broadway trabajó en Anna Christie (1977), Chicago (1975), Irene (1973), Follies (1971), A Rainy Day in Newark (1963), Bless You All (1950), Miss Liberty (1949), Small Wonder ( 1948) y Sleepy Hollow (1938). Reemplazó a Ethel Merman como estrella de la compañía de gira nacional Gypsy . Sus apariciones en producciones teatrales regionales incluyeron a Panama Hattie en St. Louis, Missouri.
Actuó en revistas teatrales cuando era niña. A los 10 años, cantaba en seis idiomas y "también era una bailarina bastante consumada". Como adulta, actuó en clubes nocturnos, incluido el Mocambo en West Hollywood, California, el Chase Club en St. Louis, Missouri, y el Flamingo en Las Vegas.
Otras actividades profesionales de McCarty incluyeron la coreografía de una producción de El hombre de La Mancha en Israel y la enseñanza en el estudio Herbert Berghof.
McCarty fue pareja de la actriz Margaret Lindsay, como refleja su biógrafo e historiador William J. Mann. El 3 de abril de 1980, Lindsay encontró a McCarty muerta en el suelo de su casa en West L.A., un distrito de la zona oeste de la ciudad de Los Ángeles, California. Tenía 56 años.

## Reconocimiento
En 1977, McCarty fue nominada al premio Tony a la mejor actriz de reparto en una obra de teatro por su trabajo en Anna Christie.